# Postiglione (posta)

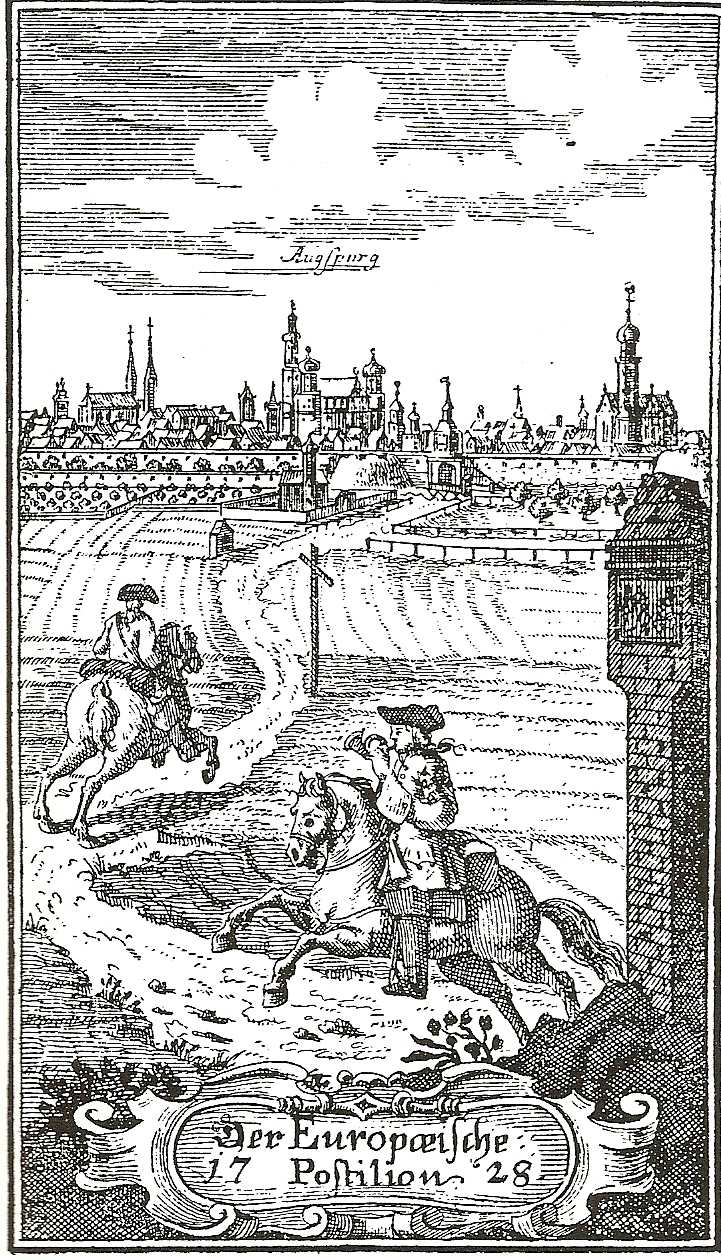
I postiglioni arrivano in città (stampa del 1728)

Al tempo della posta a cavalli, era chiamato postiglione l'addetto della stazione di posta incaricato di guidare i cavalli e le carrozze fino alla stazione successiva.

## Compiti

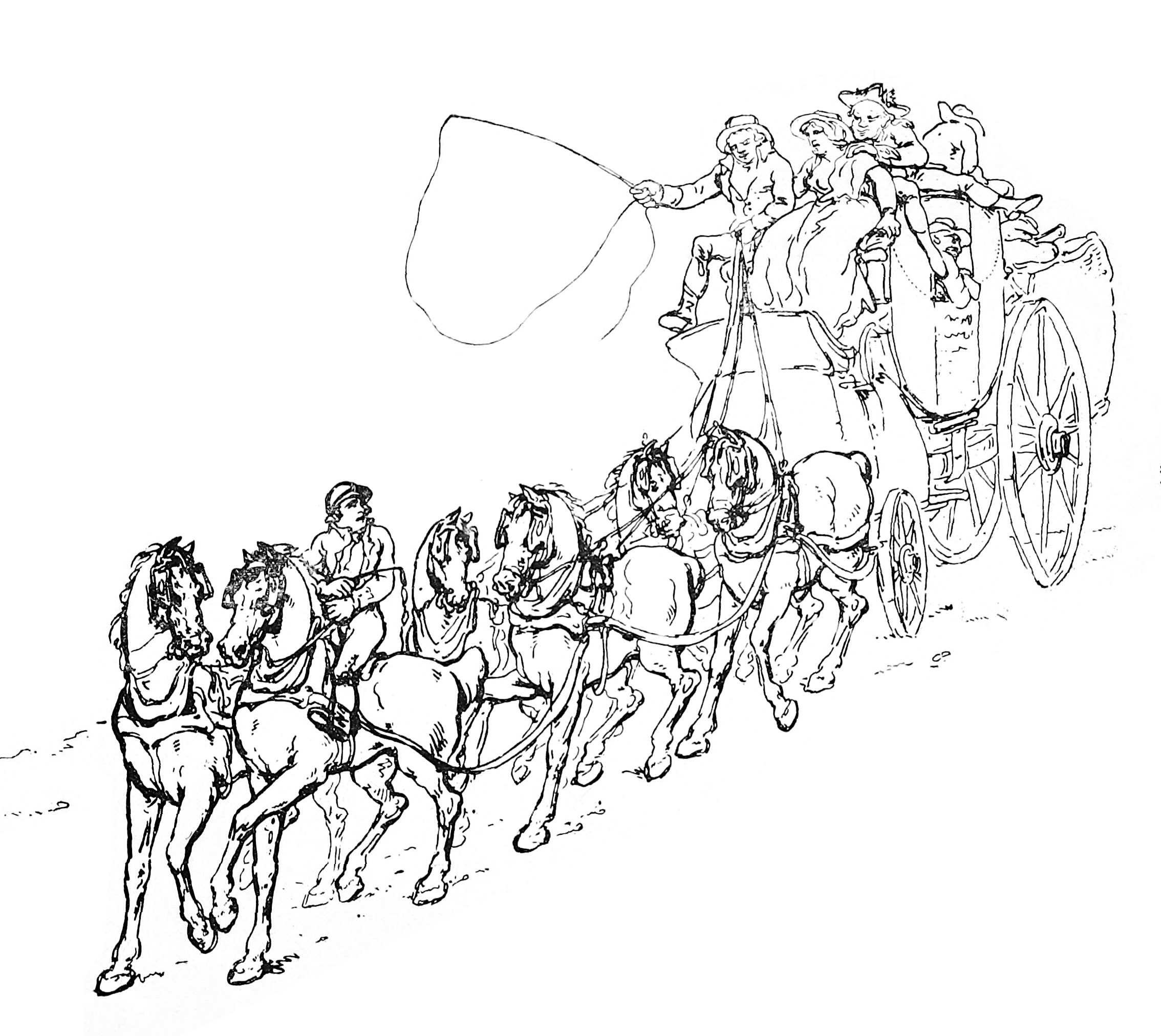
Il postiglione guida la pariglia davanti, mentre il cocchiere guida gli altri cavalli

Tipicamente i postiglioni guidavano le diligenze postali, nonché le carrozze private che viaggiavano "per la posta" o "per cambiatura" (cioè cambiando i cavalli alle stazioni di posta), dalla propria stazione di posta alla successiva, e successivamente riportavano indietro i cavalli al passo. 
In questo caso, poiché i cavalli erano almeno quattro, i postiglioni erano due: uno sedeva a cassetta e fungeva da cocchiere, tenendo le briglie, l'altro (il "postiglione" in senso stretto) cavalcava il cavallo davanti a sinistra ("timoniere") e suonava il corno. Fra i due chi guidava davvero la carrozza era il cocchiere, il quale trattava con sufficienza il postiglione.
Le condizioni di lavoro del postiglione a cavallo erano piuttosto dure, dal momento che doveva passare molte ore a cavallo, senza protezione dalle intemperie. Infilava i piedi in grossi stivali di cuoio bollito con i quali non avrebbe potuto camminare, ma che erano fissati ai fianchi del cavallo e che costituivano una protezione in caso di caduta dell'animale. Infatti gli stivali erano abbastanza duri da reggere il peso del cavallo.
Quando la vettura che viaggiava "per la posta" era più piccola, ad esempio un calesse o una "sedia di posta", cioè un veicolo senza sedile per il conducente, il postiglione, in questo caso uno solo, montava a cavallo.
Quando, poi, il viaggiatore viaggiava "per la posta" su cavalli da sella, il postiglione lo precedeva a cavallo facendogli da guida .
In tutti questi casi, era il postiglione che regolava l'andatura. I regolamenti postali gli vietavano di accelerare, salvo che gli venisse pagata "doppia posta".
Il postiglione era, infine, incaricato di portare a cavallo la borsa della posta da una località all'altra.

## Uniforme

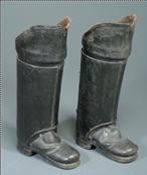
Stivali da postiglione

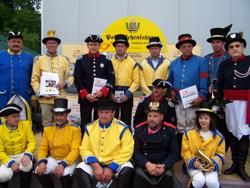
Livree dei postiglioni del Meclemburgo, Prussia, Sassonia e Impero germanico

I postiglioni vestivano una caratteristica livrea.
Indossavano una redingote, spesso di colore vivace, gialla o rossa (colori già allora tipici dei servizi postali), con risvolti e polsini di colore contrastante e caratteristici bottoni di metallo. I pantaloni alla cavallerizza erano infilati negli stivali. In testa avevano spesso, almeno nell'Ottocento, un cappello a cilindro nero.
A tracolla portavano il corno postale, che suonavano per farsi cedere la mano dalle altre vetture, su cui avevano diritto di precedenza, e per annunciare il loro arrivo nelle stazioni di posta. Inoltre lo suonavano di notte per chiedere l'apertura delle porte delle città.

## Postiglioni di carrozze private
Per estensione furono chiamati postiglioni anche i servitori addetti alle carrozze private. Le carrozze signorili, oltre ai due postiglioni che guidavano i cavalli, prevedevano un terzo servitore, detto anche corriere, che montando un cavallo da sella, precedeva la carrozza nelle stazioni di posta, in modo che il cambio dei cavalli fosse già pronto all'arrivo della carrozza

## Nell'arte
- Il personaggio del postiglione è il protagonista dell'opéra-comique di Adolphe Adam Il postiglione di Lonjumeau.
- L'Omino di burro, un antagonista de Le avventure di Pinocchio. Storia di un burattino, nel film Disney è chiamato Postiglione.